# Асекас
Асе́кас (устар. Осекас, Ассакас; лит. Asėkas) — небольшое озеро в восточной части Литвы, расположено на территории Линкмянского староства Игналинского района.
Расположено на высоте 138,3 м над уровнем моря в 1 км юго-восточнее села Гинучяй на территории Аукштайтского национального парка. Имеет округлую форму. Площадь водной поверхности составляет 0,48 км². Протяжённость береговой линии — 3,3 км.
Окружено лесами. С северной стороны в озеро впадает река Срове, вытекает Асека, впадающая в соседнее озеро Линкмянас.
Название «асекас» является производным от русского или польского слова «осока».